# Számla (bizonylat)
A számla olyan szigorú számadású bizonylat, amelyet áru értékesítésekor vagy szolgáltatás teljesítésekor állítanak ki. Megjelenési formája lehet papír vagy elektronikus alapú. Tartalmazza a vevő és szállító azonosítására szolgáló adatokat (pl. név, cím, adószám), a teljesítésre vonatkozó adatokat (áru vagy szolgáltatás megnevezése, mennyisége, értéke), illetve a kifizetéssel kapcsolatos adatokat (fizetési mód, esedékesség, bankszámla). A számvitelre illetve az adózásra vonatkozó jogszabályok előírják azokat a formai és tartalmi követelményeket, amelyeket a bizonylatnak teljesítenie kell.
A mindennapi szóhasználatban gyakran keveredik a számla és a nyugta fogalma. Míg a számla az ügylet teljesítésére vonatkozik, a nyugta az ellenérték átvételét igazolja.

## Fogalma
Számla minden olyan okirat, amely megfelel az áfatörvény X. fejezetében meghatározott feltételeknek.

## Magyarországi előírások
A számlára és a számlázásra vonatkozó előírásokat az általános forgalmi adóról szóló 2007. évi CXXVII. törvény (a továbbiakban: áfatörvény), valamint az e törvény felhatalmazása alapján kiadott rendeletek tartalmazzák.

## Más országok előírásai
- Európai Unió = A Közösség más tagállamában nyilvántartásba vett adóalany által kiállított bizonylatok közül számlának minősül a termékértékesítéséről, szolgáltatásnyújtásról kibocsátott olyan okirat, amely megfelel a közös hozzáadottértékadó-rendszerről szóló 2006/112/EK irányelv 226-231. és 238-240. cikkével harmonizáló előírásoknak.

## A számla kötelező adattartalma

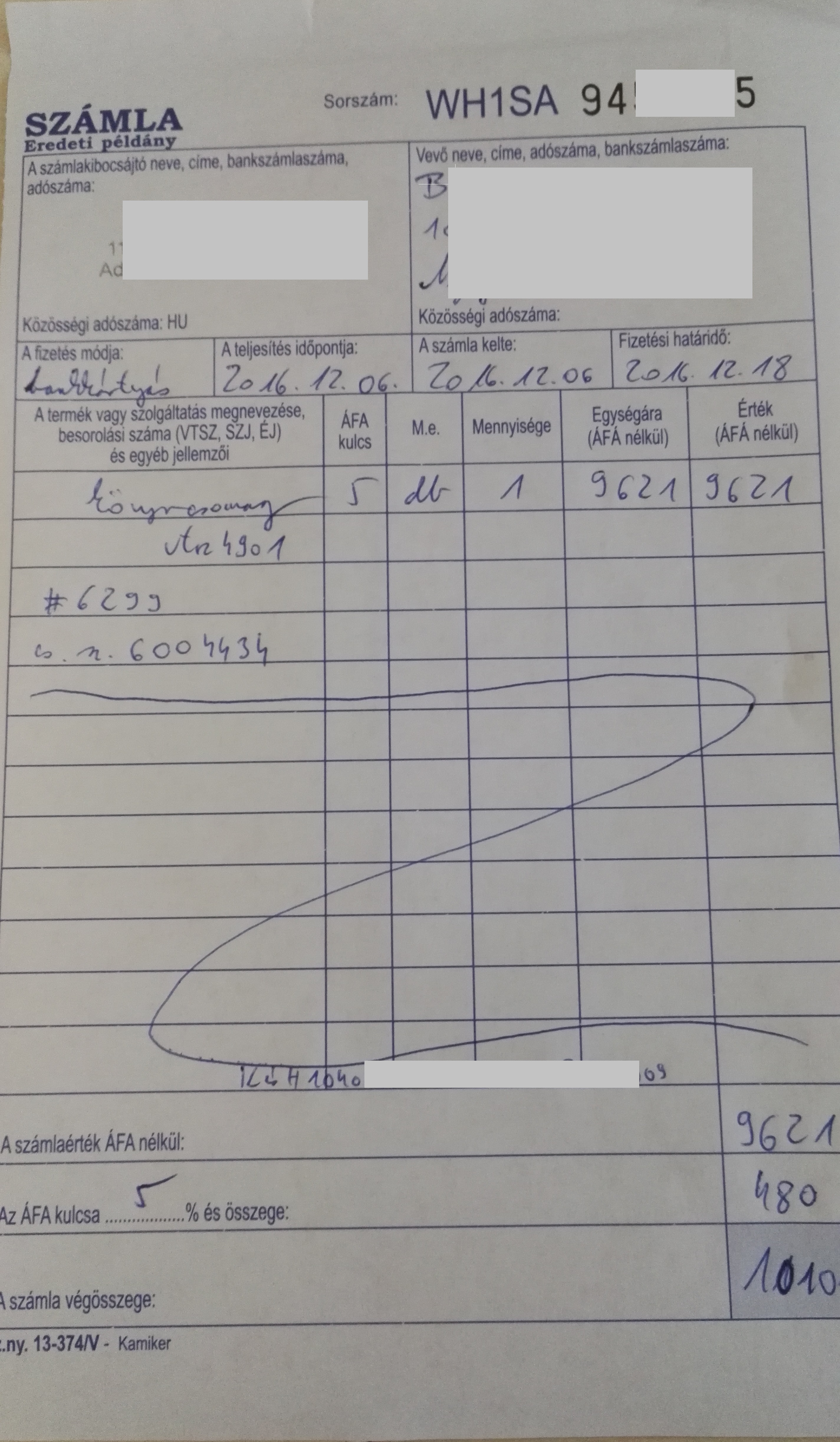
Kézzel kitöltött papír alapú számla, 2016

A számla kötelező tartalmi elemeiről az áfatörvény 169. §-a rendelkezik, de követni kell az esetleges jogszabályváltozásokat. A 2013. január 1-től érvényes szabályok ebben a NAV-tájékoztatóban is olvashatók.
Eszerint, a számla kötelező adattartalma:
- a számla kibocsátásának kelte;
- a számla sorszáma, amely a számlát – kétséget kizáróan – azonosítja;
- a termék értékesítőjének, szolgáltatásnyújtójának adószáma (amely alatt a termék értékesítését, szolgáltatásnyújtását teljesítette);
- a termék értékesítőjének, szolgáltatásnyújtójának, valamint a termék beszerzőjének, szolgáltatás igénybe vevőjének neve és címe;
- ha a termék beszerzője, szolgáltatás igénybe vevője az adófizetésre kötelezett, akkor a termék beszerzőjének, szolgáltatás igénybe vevőjének adószáma;
- az értékesített termék megnevezése, továbbá mennyisége, illetve a nyújtott szolgáltatás megnevezése, továbbá mennyisége, feltéve, hogy az természetes mértékegységben kifejezhető (az áfatörvényben hivatkozott SZJ-, illetve VTSZ-szám számlán történő szerepeltetése opcionális);
- a teljesítés – illetőleg az előleg átvételének, jóváírásának – időpontja, ha az eltér a számla kibocsátásának keltétől;[1]
- az áfa alapja, továbbá az értékesített terméknek az áfa nélküli egységára, illetőleg a nyújtott szolgáltatás áfa nélküli egységára, ha az természetes mértékegységben kifejezhető, valamint az alkalmazott árengedmény, feltéve, hogy azt az egységár nem tartalmazza;
- az alkalmazott áfa mértéke;
- az áthárított áfa, kivéve, ha annak feltüntetését az áfatörvény kizárja;
- áfa-mentesség esetében, valamint abban az esetben, ha adófizetésre a termék beszerzője, szolgáltatás igénybe vevője kötelezett, jogszabályi hivatkozás vagy bármely más, de egyértelmű utalás arra, hogy a termék értékesítése, szolgáltatásnyújtása...
  - után a termék beszerzője, szolgáltatás igénybe vevője az adófizetésre kötelezett;
  - mentes az áfa alól (alanyi jogon áfa-mentes, tárgyi áfa-mentes...);
  - áfa-körön kívüli (külföldi, nem EU-s országbeli);
- új közlekedési eszköz EU-n belüli értékesítése esetén az áfatörvényben külön meghatározott, az új közlekedési eszközre vonatkozó adatok; utazásszervezési szolgáltatás nyújtása esetében jogszabályi hivatkozás vagy bármely más, de egyértelmű utalás arra, hogy az áfatörvény XV. fejezetében (Utazásszervezési szolgáltatásra vonatkozó különös szabályok) meghatározott különös szabályokat alkalmazták;
- használt ingóság, műalkotás, gyűjteménydarab vagy régiség értékesítése esetében jogszabályi hivatkozás vagy bármely más, de egyértelmű utalás arra, hogy az áfatörvény XVI. fejezet 2. alfejezet (Viszonteladóra vonatkozó különös szabályok) vagy 3. alfejezetében (Nyilvános árverés szervezőjére vonatkozó különös szabályok) meghatározott különös szabályokat alkalmazták;
- pénzügyi képviselő alkalmazása esetében a pénzügyi képviselő neve, címe és adószáma.

Ezenkívül, a Számviteli törvény 167. §-ban is találhatók előírások, itt van leírva – többek között -, hogy a számlán fel kell tüntetni azt az időszakot, amelyre vonatkozik.
Az Áfa-törvény 177. §-nak megfelelően a törvény a számla adattartalmára további rendelkezéseket is megállapíthat, de a számla aláírását – egy kivétellel – nem teheti kötelezővé.

## Forgalmi adó (áfa)
Azokban az országokban, ahol létezik forgalmi adó, az erre vonatkozó jogszabály előírja azokat a tartalmi és formai követelményeket, amelyek szükségesek ahhoz, hogy a számlában foglalt előzetesen felszámított adót levonásba lehessen helyezni. A forgalmi adóra vonatkozó jogszabályokat az általános forgalmi adóról szóló 2007. évi CXXVII. törvény és a 24/1995. (XI. 22.) PM rendelet tartalmazza.

## A számla nyelve
A számla magyar nyelven, vagy bármely más élő nyelven kibocsátható. Idegen nyelven kiállított számla esetében az adóigazgatási eljárás keretében lefolytatott ellenőrzés során a számla kibocsátójától megkövetelhető, hogy saját költségére gondoskodjon a hiteles magyar nyelvű fordításról (feltéve, hogy a tényállás tisztázása másként nem lehetséges).
2012. január 1. óta az adózás rendjéről szóló törvény 95. § (2) bekezdése  szerint az angol, német és francia nyelvű számlákról már nem kell sem hiteles sem más fordítást készíteni az adóhatóság részére.

## Megjelenési formája

### Papíralapú számla
A papíron kibocsátott számla tekintetében figyelemmel kell lenni a számla, egyszerűsített számla és nyugta adóigazgatási azonosításáról szóló 24/1995. (XI. 22.) PM rendelet előírásaira.
Papíralapú számla kiállítása történhet számlatömbből vagy számlázóprogrammal egyaránt.

#### Nyomdai úton előállított számla
Nyomdai úton előállított számla esetén figyelemmel kell lenni többek között arra, hogy csak az adóhatóság által megállapított sorszámtartománynak megfelelő számla kerüljön alkalmazásra.

#### Számítástechnikai eszköz útján előállított számla
Számítástechnikai eszköz útján előállított és papírra nyomtatott számla abban az esetben alkalmas adóigazgatási azonosításra, ha szigorú számadás alá vonása úgy valósul meg, hogy az azt előállító számlázóprogram kihagyás és ismétlés nélkül, folyamatosan biztosítja a sorszámozást, továbbá a számlapéldányok hiánytalan elszámolása biztosított. Ilyen módon előállított számla esetén biztosítani kell a programdokumentációnak a rendelkezésre állását és a program készítője által a számla kibocsátója részére (a program használójának) címzett írásos nyilatkozatát arról, hogy a program maradéktalanul megfelel a vonatkozó jogszabályi előírásoknak. A számlázóprogramok előzetes minősítése vagy véleményezése nem tartozik az állami adóhatóság feladatkörébe.

### Elektronikus számla
Elektronikus számláról beszélünk, ha a termék beszerzője vagy szolgáltatás igénybe vevője részére a számla adatai, adatállományai fájlként elektronikus úton kerül továbbításra elektronikus adatfeldolgozás céljából.
Számlát elektronikus úton kibocsátani, illetőleg ilyen módon rendelkezésre álló számlára adólevonási jogot alapítani kizárólag abban az esetben lehet, ha a számla és az abban foglalt adattartalom sértetlensége és eredetiségének hitelessége biztosított.
Az adattartalom sértetlensége és eredetiségének hitelessége az alábbiak szerint biztosítható:
- PKI számla esetében:

– minősített szolgáltató által kibocsátott legalább fokozott biztonságú elektronikus aláírás tanúsítvány és
– minősített időbélyegző szolgáltató útján kibocsátott időpecsét segítségével;
- EDI számla esetében a zárt EDI rendszer és ahhoz szükséges hardveres és szoftveres alkalmazások segítségével.

A papíralapú számlák PDF-ként való mentése csak a nyomtatásra szolgálhat, ugyanis a hatályos jogszabályok szerint nem számít elektronikus számlának a hagyományosan papír alapon kiállított számla elektronikus úton történő továbbítása és PDF formátumban való tárolása.

## Kiállítható számlafajták
- Készpénzfizetési számla:
Készpénzes számla esetén a számla kelte, teljesítése és fizetési határideje megegyezik. A számla kiállításakor az abban foglaltak teljesítése és ellentételezése megtörtént.
- Átutalásos számla:
Átutalásos számla esetén a számla kiállításának időpontja eltér a számlán megnevezett szolgáltatás vagy termék teljesítésének és annak ellentételezésének dátumától. Az átutalás ilyenkor bankszámlán keresztül történik.
- Egyéb számlák:
- Előlegszámla: A vásárolt termék vagy szolgáltatás ellenértékének egy részét tartalmazza. A kifizetés feltétele a teljesítésnek, ami után készítik el a végszámlát.
- Végszámla: Tartalmazza a termék vagy szolgáltatás teljes értékét, a már kifizetett előleget és a még fizetendő összeget.
- Részszámla: Egy összetett feladat valamely részének elkészítése után állítható ki. A részfeladatok teljesítése és a rész számlák kiállítása után készül el a végszámla.
- Proforma számla (díjbekérő): Egy jövőben teljesítendő szolgáltatás ellentételezését igazoló bizonylat. Annak kifizetése után következik a teljesítés majd a rendes számla kibocsátása.
- Helyesbítő számla: Gyakori hiba a számlázóprogrammal kiállított számlák esetében a kézzel javítás. A programmal kibocsátott számla esetében kézi javítás nem megengedett. Új számlát kell kibocsátani, azaz sztornó- vagy helyesbítő számlát kell kiállítani.
- Gyűjtőszámla: Gyűjtőszámla kibocsátására akkor kerülhet sor, ha az adóalany ugyanannak a szervezetnek, személynek több számlakibocsátására jogalapot teremtő ügyletet teljesít a teljesítés napján egyidejűleg illetve a rá vonatkozó adó-megállapítási időszakban.

## Sorszámozás

### Számla
A számla szigorú számadású bizonylat. A számlák szigorúan sorfolytonos számozással vannak ellátva, továbbá a kiállítás sorrendjének követnie kell a sorszámozás rendjét.

### Számlapéldányok
A számlapéldányok sorszámozására vonatkozó előírások az alábbiak szerint alakultak:
- 2010. április 1. előtti szabályozás: a 24/1995 (XI.22) PM rendelet szerint a számlázóprogramnak a számla adattartalmának papírra való nyomtatása során biztosítania kell az összes számlapéldány sorszámozását, ha az előállítás az egyes számlapéldányok egymás utáni nyomtatásával történik, továbbá annak feltüntetését, hogy a számla összesen hány példányban készül, ha az előállítás több példányos, összeszerelt és előnyomás nélküli papírra történik.
- 2010. április 1. és 2010. szeptember 27. közötti szabályozás: A számlázóprogramnak a számla adattartalmának papírra nyomtatása során biztosítania kell, hogy a számla eredeti és másolati példánya egymástól megkülönböztethető és eredeti példányként csak 1 példányban legyen nyomtatható.
- 2010. szeptember 27. utáni hatályos szabályozás: A nemzetgazdasági miniszter hatályon kívül helyezte (4/2010. (VIII.13.) NGM rendeletével azt a 24/1995 (XI.22) PM rendeletet, amely szerint a számla eredeti és másolati példányát egyértelműen meg kell különböztetni.

## A számla fizetési határideje, pénzügyi teljesítése
A számla fizetési határideje a számla kötelező eleme. A számlán feltüntetett fizetési határidő megállapításánál a kiállítónak figyelembe kell venni a szerződésben meghatározottakat, illetve banki teljesítés esetén a banki értéknapot, amely nem eshet banki szünnapra, illetve szabad- vagy ünnepnapra. A pénzügyi teljesítés ideje a számla fizetési határideje, banki teljesítés esetén a fizetési határidővel megegyező banki munkanap, illetve banki szünnapra vagy szabad- és ünnepnapra megadott fizetési határidő esetén az azt követő első banki munkanap.

## A számla befogadása
A számla befogadójának az alábbi feladatai vannak:
- Ellenőrzés: befogadás előtt a vevőnek alakilag, formailag és tartalmilag meg kell vizsgálnia a számlát.[5]
- Befogadás: a számla befogadása fizikailag a számla átvételét, jogilag az elismerését jelenti. A számla befogadásával a gazdálkodás élhet a számlához fűzött jogokkal (pl. adólevonás, költségelszámolás), illetve köteles teljesíteni a kapcsolódó kötelezettségeket (pl. adófizetés stb.)
- Könyvelés: számlát a könyvelésbe bevezetni csak akkor lehet, ha az elismert követelésen alapul.

Elektronikus számla esetében a kapcsolódó kontír adatokat a NAV közlemény szerint egyértelmű hozzárendeléssel, elválaszthatatlan módon, az utólagos módosítás lehetőségét kizárva kell csatolni a számlához.
- Megőrzés: ha a számla befogadója számlamegőrzésre kötelezett, akkor a számlát a Számviteli törvény 169. § (2) bekezdése szerint kell megőriznie.

## Archiválás, megőrzés
Minden adóalany köteles biztosítani, hogy megőrzésre kerüljön akár az általa vagy az ő nevében és az ő képviseletében egy harmadik fél által kiállított számla. Ugyancsak megőrzési kötelezettség vonatkozik a kézhez kapott számlákra is.
A számviteli törvény 169. § (2) bekezdése a könyvviteli elszámolást alátámasztó számviteli bizonylatok megőrzési idejét legalább 8 évben határozza meg, amelyeket az éves zárás befejezéséig a feldolgozás helyén kell tárolni. Az éves zárást követően a bizonylatokat irattározni kell a megőrzési határidőig. Alapbizonylat megőrzési ideje: 8 év; beszámolóé és az azt alátámasztó bizonylatoké: 10 év. A megőrzési idő alatt biztosítani kell az adatok olvashatóságát, illetve ki kell zárni a törlődés, véletlen megsemmisülés, sérülés lehetőségét, továbbá a jogosulatlan hozzáférés esélyét.
A számviteli törvény 169. § (2) bekezdés hatálya az elektronikus számlákra is kiterjed, továbbá a 114/2007. (XII. 29.) GKM rendelet tartalmazza a digitális archiválás részletes szabályait. Az elektronikus számla csak elektronikus formában állítható ki, továbbítható és tárolható, annak papír alapú módozata eredeti hiteles dokumentumként nem használható. Elektronikus adatoknál nemcsak az adatokat kell megőrizni, hanem az olvasáshoz szükséges szoftvert és hardvert is. A megőrzést végezheti a számlabefogadó maga vagy egy digitális archiválással foglalkozó szolgáltató.

## Megsemmisítés
A számlák a megőrzési határidő lejárta után a selejtezés általános szabályai szerint megsemmisíthetők.

## Jogi kérdések

### A felek viszonyában
A számla nem biztosít az ügyletben részt vevő feleknek olyan jogokat és nem ír elő olyan kötelezettségeket, amelyekkel az alapügyletből kifolyólag ne rendelkezett volna. Ha tehát a vevő és szállító kötnek egy szerződést, amely szerint x tárgyat y áron adnak illetve vesznek, akkor már maga a szerződés előírja a teljesítési kötelezettséget, tehát ezt a kötelezettséget nem a számla keletkezteti.

### Szabálysértés
Aki a kötelezően előírt fizetési jegyzéket, számlát vagy jótállási jegyet a vevő, a fogyasztó vagy a megrendelő részére nem állítja, illetőleg adja ki, elköveti a kötelező fizetési jegyzék, számla átadásának elmulasztása szabálysértést és pénzbírsággal sújtható. (E szabálysértés miatt az eljárás a fogyasztóvédelmi felügyelőség hatáskörébe is tartozik.)